# آرثر تومسون (لاعب كريكت)
آرثر تومسون (1 مارس 1914 بليستر في المملكة المتحدة - 1 مايو 1987) (بالإنجليزية: Arthur Thompson)‏ هو لاعب كريكت بريطاني وبريطاني (وحمل سابقاً جنسية المملكة المتحدة لبريطانيا العظمى وأيرلندا). لعب مع نادي مقاطعة ليسترشاير للكريكت ‏.

## وصلات خارجية
- آرثر تومسون على موقع إي آس بي آن كريك إنفو (الإنجليزية)